# 沖繩民政府

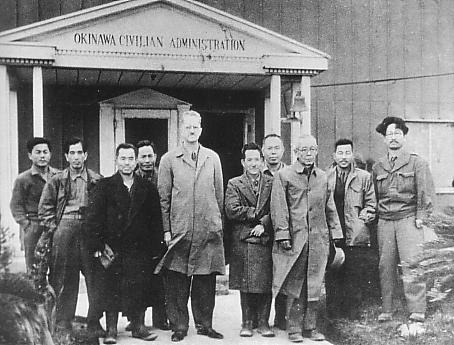
沖繩民政府之職員

沖繩民政府（英語：Okinawa Civil Government；日语：／ Okinawa minseifu），為美軍佔領沖繩群島時所設置的行政管理機關，設立於1946年4月，原先名為沖繩中央政府，同年12月改名為沖繩民政府。由沖繩諮詢會委員長志喜屋孝信擔任民政府知事，同時並設立諮詢機關「沖繩議會」（後改為沖繩民政議會）。同時期美軍在琉球群島上各地成立的治理機關還包括「宮古民政府」、「八重山民政府」、「臨時北部琉球群島政廳」。
沖繩民政府直到1950年11月改組為沖繩群島政府。

## 行政組織
- 知事
  - 總務部
  - 法務部
  - 文教部
  - 文化部
  - 公衆衛生部
  - 社會事業部
  - 工業部
  - 商務部
  - 農務部
  - 勞務部
  - 財務部
  - 通信部
  - 水産部
  - 警察部
  - 工務部

## 沖繩議會
為沖繩民政府知事的諮詢機關，由戰前的沖繩縣會議員和美國軍政府所任命議員組成。雖然名為「議會」，但不是議決機關，也沒有質詢沖繩民政府知事的權力。1949年，改組為沖繩民政議會。